# Côte d'Émeraude

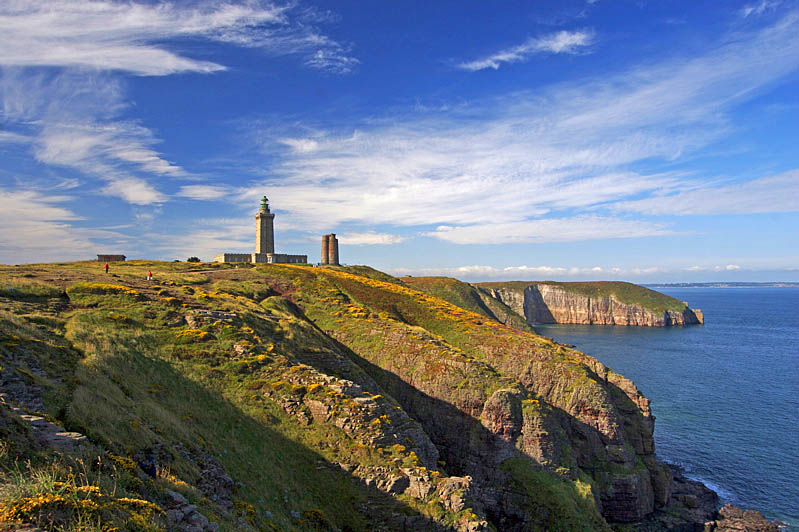
Cap Fréhel nella Côte d'Émeraude

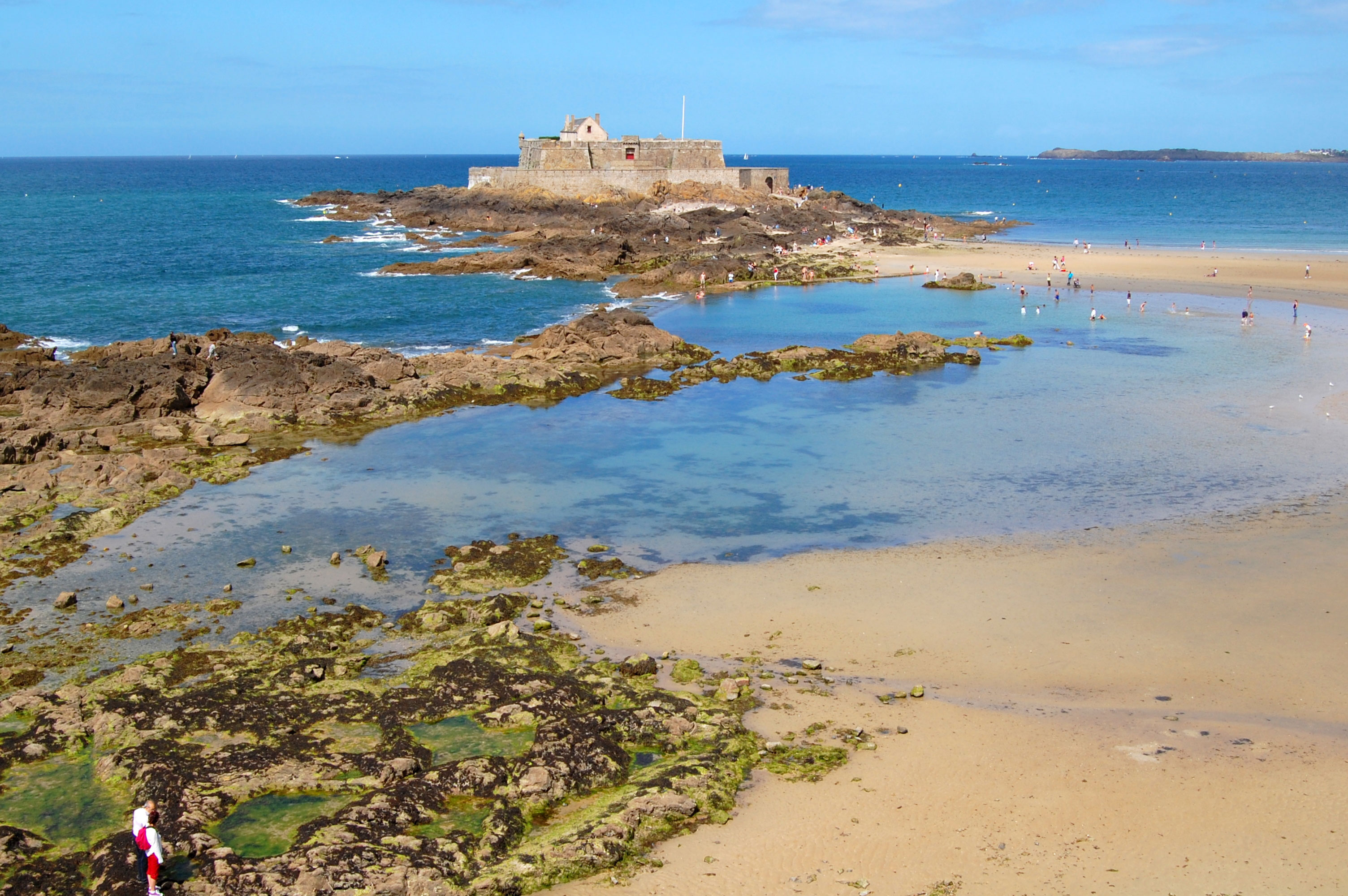
La Baia di Saint-Malo nella Côte d'Émeraude

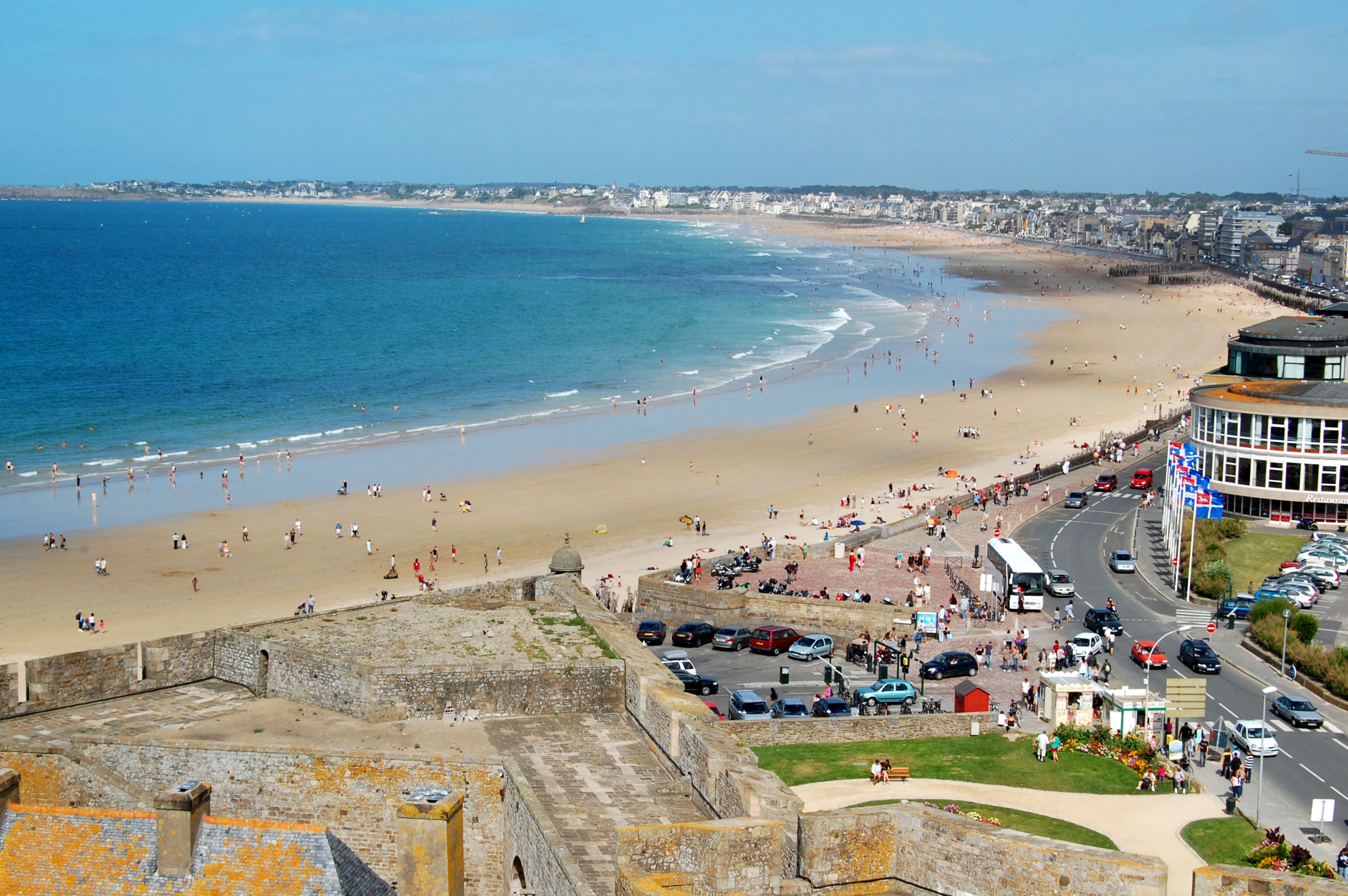
La Côte d'Émeraude presso Paramé (Saint-Malo)

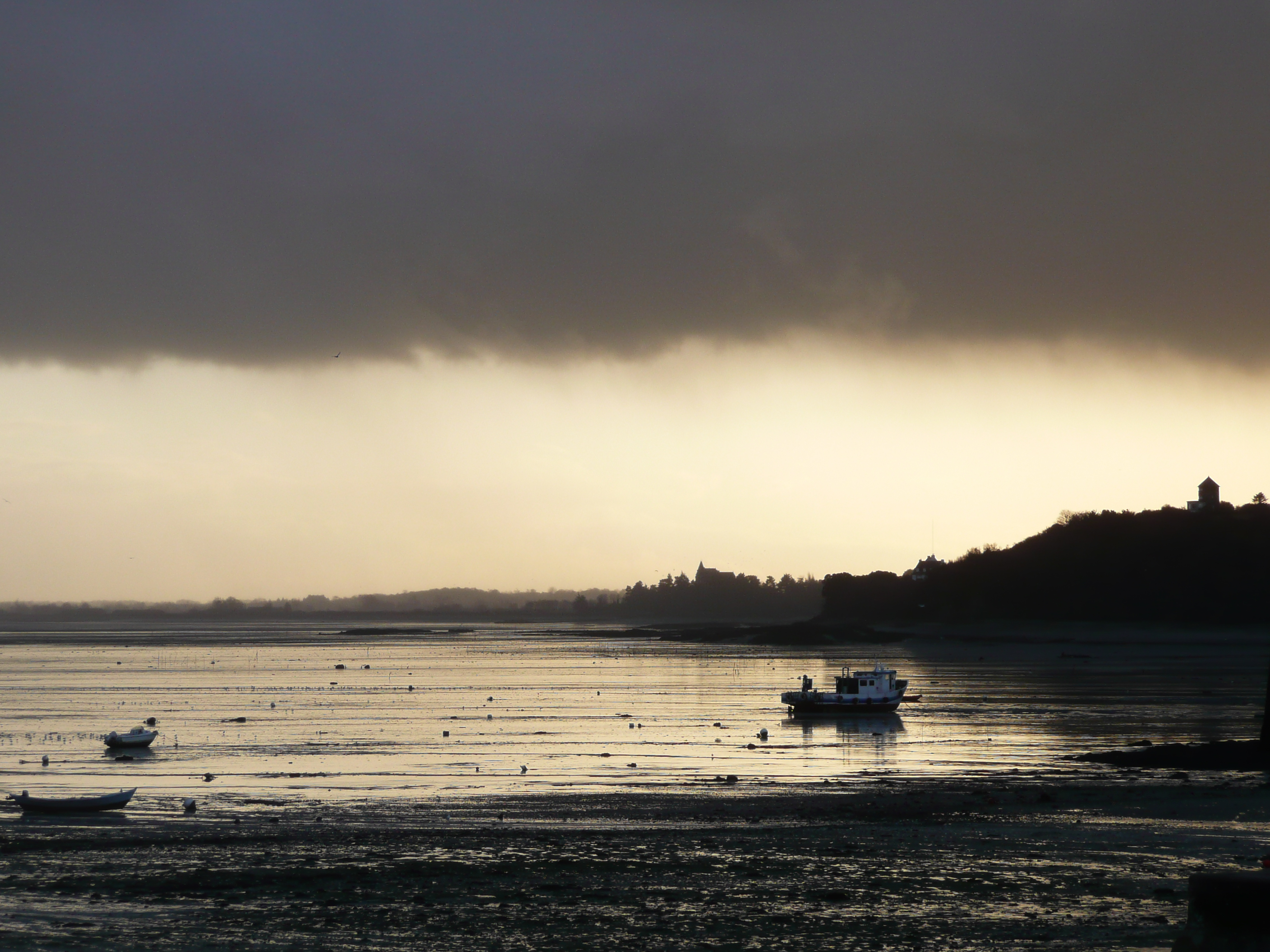
La Côte d'Émeraude presso Cancale

La Côte d'Émeraude ("Costa di Smeraldo") è un tratto di costa sulla Manica (e, più precisamente, sul Golfo di Saint-Malo) della regione francese della Bretagna (Francia nord-occidentale), situato tra il dipartimento della Côtes-d'Armor e il dipartimento dell'Ille-et-Vilaine (Bretagna nord-orientale).
L'appellativo Côte d'Émeraude fu coniato nel 1890 sul modello di "Costa Azzurra" dallo storico e avvocato Eugène Herpin per il colore smeraldo che assume talvolta il mare.

Tra le località principali della costa figurano Saint-Malo (con le frazioni di Paramé e Rothéneuf), Dinard e Cancale.

## Geografia

### Collocazione
La costa si estende approssimativamente tra Erquy, vicino a Cap Fréhel, nella parte orientale del dipartimento della Côtes-d'Armor, e Cancale, al confine con la Normandia.

### Paesaggio
Questo tratto di costa è molto frastagliato e selvaggio per diversi chilometri.

### Località

#### Côtes-d'Armor
- Erquy
- Pléneuf-Val-André
- Sables-d'Or-les-Pins
- Saint-Cast-le-Guildo
- Saint-Jacut-de-la-Mer
- Lancieux

#### Ille-et-Vilaine
- Saint-Briac
- Saint-Lunaire
- Dinard
- Saint-Malo
- Paramé
- Rothéneuf
- Cancale

### Capi e Promontori
- Cap Fréhel
- Pointe de l'Arcouest
- Pointe du Grouin
- Pointe de la Moulière
- Pointe de Rochefroide
- Pointe de Barbe Brûlée
- Pointe du Chatry
- Pointe de la Chaîne
- Pointe du Hock
- Pointe des Crolles

## Monumenti e luoghi d'interesse
- Fort-la-Latte, vicino a Cap Fréhel
- Il Castello di Saint-Malo
- Il Fort National, a Saint-Malo

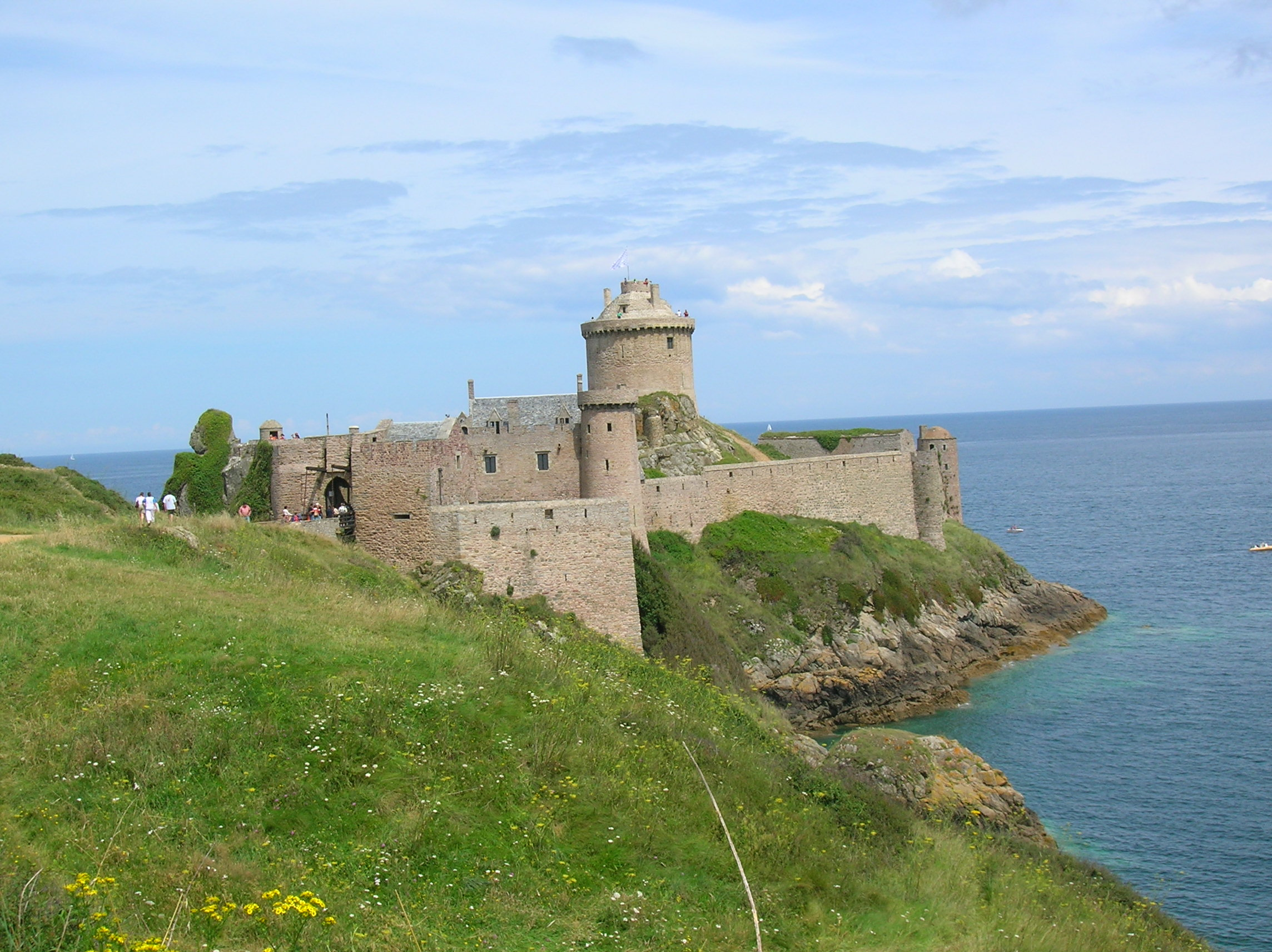
La Côte d'Émeraude presso il Fort La Latte

- Le  Rochers sculptés , a Rothéneuf (Saint-Malo)